# Gemengde leerweg
De gemengde leerweg (GL) is een van de vier leerwegen in het Nederlands vmbo. Deze leerweg is bedoeld voor leerlingen die op zich weinig moeite hebben met studeren, maar zich ook al gericht willen voorbereiden op bepaalde beroepen. De benaming ‘gemengde leerweg’ betekent dus een vermenging van zowel theoretisch als praktisch onderwijs. De gemengde leerweg is qua niveau hetzelfde als de theoretische leerweg. Leerlingen doen examen in vijf algemene vakken, en een beroepsgericht vak. Ook kunnen leerlingen kiezen voor een beroepsgericht programma van 320 uur. Dit bestaat uit beroepsgerichte vakken van een sector, zoals vaktheorie binnen de sector Techniek of gezondheidskunde binnen de sector Zorg en welzijn.